# Kurtka

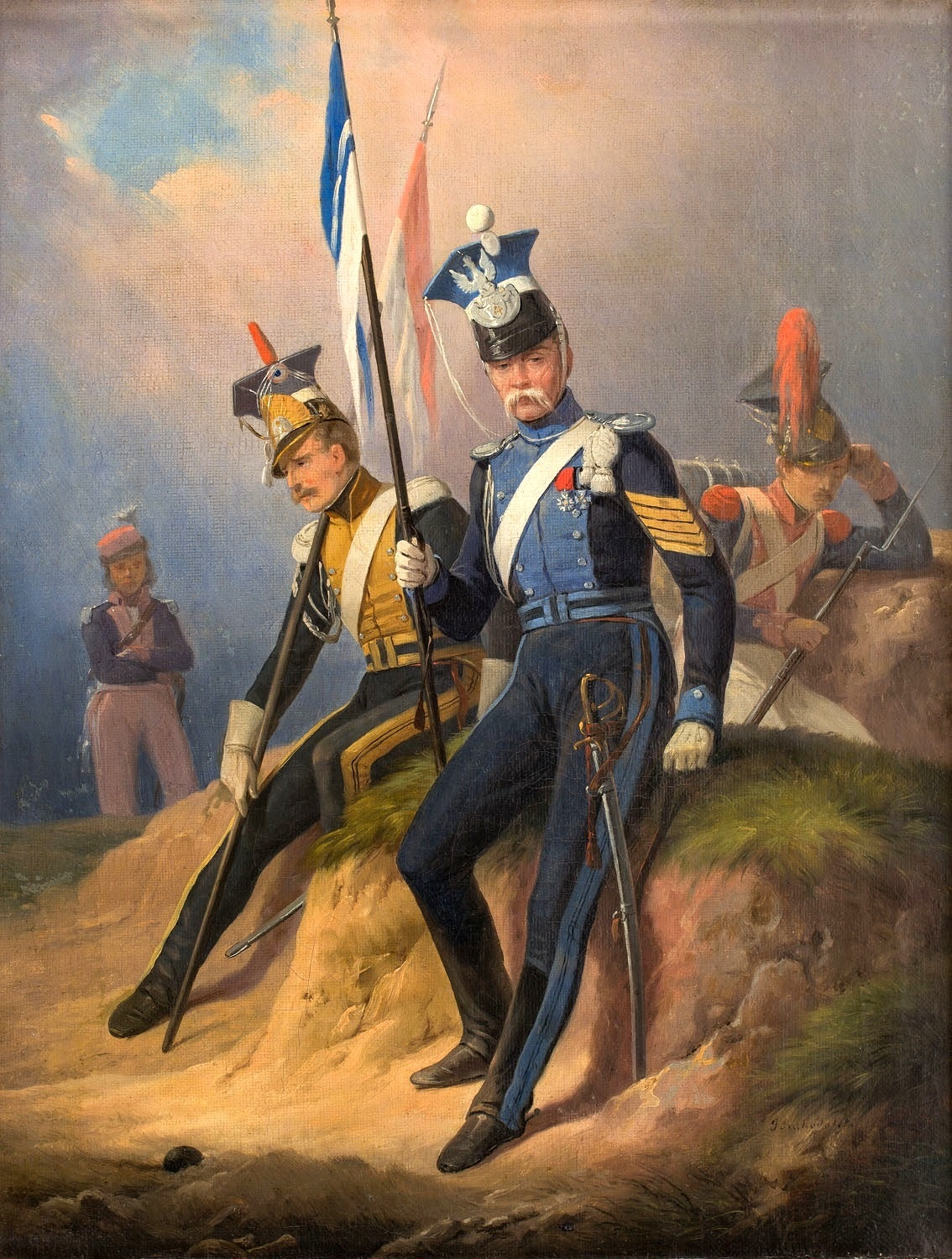
Im Vordergrund zwei Ulanen des Herzogtums Warschau in Kurtkas 1807–1813

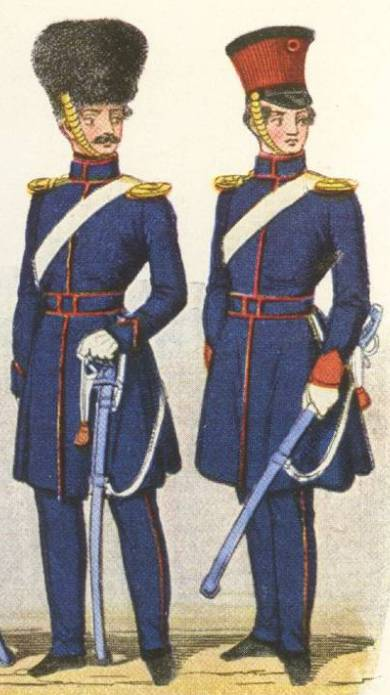
Württemberger Kavalleristen 1817–1821 in als „Kutka“ bezeichneten Uniformröcken

Kurtka oder Kutka war die Bezeichnung eines ursprünglich bei den polnischen Truppen der Napoleonischen Kriege verwendeten Uniformrocks. Charakteristisch waren die kurzen Rockschöße und der abzeichenfarbige Brustbesatz. Der Stil entstand 1793 unter Eindruck der 1786/88 im ganzen russischen Heer eingeführten modernen Einheitsuniform, die dort aber bereits 1796 wieder abgeschafft wurde. Als man in anderen europäischen Armeen nach polnischem Vorbild Lanzenreiterverbände errichtete, übernahm man den „polnischen“ Uniformstil dort mit der Tschapka meist als typische Ulanenuniform. Nach der Einführung des Waffenrockes wurde die Kurtka dann von der Ulanka abgelöst.
Da kurtka  eigentlich nur das polnische bzw. russische Wort für Jacke war, wurde der Begriff oft auch für andere Uniformjacken mit osteuropäischen Stileinflüssen wie Verschnürungen auf der Brust oder spitzen Ärmelaufschlägen verwendet, so z. B. 1817 bei der Kavallerie in Württemberg.